# Осташковское шоссе
Осташковское шоссе — шоссе в Московской области, расположенное к северу от МКАД. Начинается от 91-го км МКАД, проходит через Челобитьево, Бородино, Ховрино, Беляниново, Погорелки, Болтино, посёлок Мебельной фабрики, Пирогово, Ульянково, Жостово, Осташково, Чиверёво.
Соседние шоссе — Пироговское и Челобитьевское.
Имеет некоторое количество коттеджных поселков. Большей частью шоссе проходит по санитарной зоне, на севере имеет выходы к Клязьминскому водохранилищу.

## Маршрут
- Москва  МКАД
- Челобитьево  Челобитьевское шоссе
- Волковское шоссе на Мытищи
- Бородино
- Ховрино
- Беляниново  Терпигорьево
- Погорелки
- Болтино
  -  Храм Троицы Живоначальной в Болтине, 1771 г.
- Подрезово
- Пирогово
- Ульянково
- Жостово
- Осташково
  -  Храм Рождества Христова в Осташково
- Чиверёво.